# Антоніо Муньйос (тенісист)
Антоніо Муньйос (ісп. Antonio Muñoz; нар. 1 березня 1951) — колишній іспанський тенісист.
Найвищу одиночну позицію світового рейтингу — 74 місце досяг 15 жовтня 1973 року.
Здобув 2 одиночні та 3 парні титули.
Найвищим досягненням на турнірах Великого шолома були чвертьфінали в парному розряді.

## Фінали за кар'єру

### Парний розряд (3–4)
| Легенда                |
| Великий шлем (0)       |
| Tennis Masters Cup (0) |
| Серія Мастерс ATP (0)  |
| Тур ATP (3)            |

| Результат | W-L | Дата     | Турнір                       | Покриття | Партнер         | Суперники                          | Рахунок            |
| --------- | --- | -------- | ---------------------------- | -------- | --------------- | ---------------------------------- | ------------------ |
| Поразка   | 0–1 | Жов 1973 | Барселона, Іспанія           | Ґрунт    | Мануель Орантес | Іліє Настасе Том Оккер             | 6–4, 3–6, 2–6      |
| Перемога  | 1–1 | Тра 1974 | Мюнхен, Західна Німеччина    | Ґрунт    | Мануель Орантес | Юрген Фассбендер Ганс-Юрген Поманн | 2–6, 6–4, 7–6, 6–2 |
| Перемога  | 2–1 | Жов 1974 | Мадрид, Франкістська Іспанія | Ґрунт    | Патріс Домінгес | Браян Готтфрід Рауль Рамірес       | 6–1, 6–3           |
| Перемога  | 3–1 | Лип 1977 | Гілверсум, Нідерланди        | Трава    | Хосе Їгерас     | Жан-Луї Ейє Франсуа Жоффре         | 6–1, 6–4, 2–6, 6–1 |
| Поразка   | 3–2 | Жов 1977 | Мадрид, Іспанія              | Ґрунт    | Мануель Орантес | Боб Г'юїтт Фрю Макміллан           | 7–6, 6–7, 3–6, 1–6 |
| Поразка   | 3–3 | Лис 1977 | Буенос-Айрес, Аргентина      | Ґрунт    | Рікардо Кано    | Йон Ціріак Гільєрмо Вілас          | 4–6, 0–6           |
| Поразка   | 3–4 | Тра 1978 | Гамбург, Західна Німеччина   | Ґрунт    | Віктор Печчі    | Войцех Фібак Том Оккер             | 2–6, 4–6           |